# Jan Olov Olsson
Jan Olov Olsson, född 2 december 1939 i Umeå stadsförsamling i Västerbottens län, död 1 april 2007 i Tillinge församling i Uppsala län, var en svensk ämbetsman.

## Biografi
Olsson avlade filosofie kandidat-examen vid Uppsala universitet 1966. Han tjänstgjorde 1966–1988 i Försvarsdepartementet: som kanslisekreterare 1966–1971, som departementssekreterare 1971–1981, som kansliråd 1981–1983 samt som departementsråd och chef för Enheten för civilt totalförsvar 1983–1988. Han var överdirektör och chef för Styrelsen för psykologiskt försvar 1988–1994. Åren 1994–1996 var han chef för Efterforskningsbyrån för krigsfångar och civilinternerade.
Olsson invaldes 1992 som ledamot av Kungliga Krigsvetenskapsakademien.
Jan Olov Olsson var son till folkskolläraren Magnus Olsson och Sonja Olsson (född Olsson). Han gifte sig 1983 med kyrkoherde Christina Blomquist (född 1944). Han är begravd på Uppsala gamla kyrkogård.